# Meterythrops japonica
Meterythrops japonica är en kräftdjursart som beskrevs av Murano 1977. Meterythrops japonica ingår i släktet Meterythrops och familjen Mysidae. Inga underarter finns listade i Catalogue of Life.